# 大義 (冠位)
大義（だいぎ）は、604年から648年まで日本にあった冠位である。冠位十二階の第9で、小信の下、小義の上にあたる。

## 概要
推古天皇11年12月5日（604年1月11日）に制定され、大化3年（647年）制定の七色十三階冠制により、翌大化4年（648年）4月1日に廃止になった。13階のどこに引き継がれたかについては2説が対立する。一つは小義とともに13階中第11階の大黒にまとめられたとするもの。もう一つは、13階中第12階の小黒に、小義、大智、小智とともにまとめられたというものである。

## 大義の人物
『日本書紀』に大義の冠位で記される人物はない。古い系図に大義の冠位とされる人がいる。
- 坂上首名 - （坂上氏系図）
- 大三輪弟隈 - （大三輪朝臣系図）